# Каламатта, Луиджи
Луиджи Каламатта (итал. Luigi Calamatta; июнь 1801, Чивитавеккья, — февраль 1868, Милан) — итальянский гравёр.
Сначала учился у живописца Джиакджиакомо и гравёров Доменико Маркетти и Антонио Риччиани. В 1822 году отправился в Париж, где попал под влияние Энгра и воспроизвёл в гравюре его картину «Обет Людовика XIII», а также исполнил окруженную сочиненными им самим символическими изображениями маску Наполеона и др.
В 1836 году совершил путешествие во Флоренцию, плодом которого были гравированные им портреты Рафаэля и Мазаччио, а также гравюры с картин Перуджино и Леонардо да Винчи. В 1837 году Каламатта получил место директора гравировальной школы в Брюсселе и стал кавалером ордена Почётного легиона. После объединения Италии до конца своей жизни работал профессором гравёрного искусства в Милане.
Главные произведения Каламатты: «Мона Лиза» с Леонардо да Винчи, «Иисус Христос и апостол Пётр в море» с Чиголи, портреты Гизо, Делароша, герцога Орлеанского и графа Луи Моле с Энгра, «Видение пророка Иезекииля» и «Мадонна della Sedia» с Рафаэля и др. Некоторые произведения Каламатты исполнены одновременно сухой иглой и «крепкой водкой».
Дочь Каламатты Лина была женой сына Жорж Санд Мориса.